# Генрих Саксен-Мерзебургский
Генрих Саксен-Мерзебургский (нем. Heinrich von Sachsen-Merseburg; 2 сентября 1661 — 28 июля 1738) — герцог Саксен-Мерзебург-Шпрембергский, впоследствии — Саксен-Мерзебургский.

## Биография
Генрих был шестым ребёнком (четвёртым из выживших) Саксен-Мерзебургского герцога Кристиана I и его жены Кристианы Шлезвиг-Гольштейн-Зондербург-Глюксбургской. Герцог Кристиан выделил каждому из своих сыновей небольшие земельные владения, однако право собственности над ними оставалось у главной саксен-мерзебургской линии, поэтому власть новых герцогов была сильно ограниченной. Генриху достался город Шпремберг. Правление Генриха в Шпремберге привело к расцвету в городе искусств.
В 1714 году скончался, не имея наследников мужского пола, племянник Генриха — Мориц Вильгельм Саксен-Мерзебургский, и Генрих унаследовал всё герцогство Саксен-Мерзебург. В новых владениях он продолжил линию на покровительство искусствам и коммерции.
В 1738 году Генрих скончался, не имея наследников мужского пола. С ним пресеклась Саксен-Мерзебургская линия Веттинов, и герцогство Саксен-Мерзебург прекратило существование, его земли были возвращены курфюршеству Саксония.

## Семья и дети
29 марта 1692 года Генрих женился в Гюстрове на Елизавете Мекленбург-Гюстровской. У них было трое детей:
- Мориц (1694—1695)
- Кристиана Фридерика (1697—1722)
- Густава Магдалена (1699—1699)